# Walt Disney Archives
Les Walt Disney Archives sont un service d'archives de la Walt Disney Company, créé le 22 juin 1970,. Son premier directeur est Dave Smith. La section consacrée à l'animation est nommée Disney Animation Research Library.

## Situation
Elles sont situées au sein du siège social de Disney, les Walt Disney Studios de Burbank (Californie).
Dès 1976, les archives sont transférées dans un nouveau bâtiment, le Roy O. Disney Building et à nouveau en 2000 dans le Frank Wells Building.
Une annexe nommée Disney Depository est située au sein de la bibliothèque municipale d'Anaheim et se concentre sur le thème du parc Disneyland

## Catalogue
Le fonds des Walt Disney Archives contient de nombreux éléments liés aux nombreux films d'animations ou en prises de vues réelles produits par le studio mais aussi des autres productions de l'entreprise.
En 1981, Robert W. Gibeaut alors vice-président des studios explique que la société a depuis longtemps mis en place un programme de sauvegarde de ses films, en conservant ses négatifs en YCM à la fois à Los Angeles et dans une mine de sel au Kansas. Le site minier situé à une profondeur de 200 m sous la ville d'Hutchinson est encore utilisé dans les années 2010 et par de nombreux autres studios comme Warner Bros..
À la suite de l'achat de la Fox, Disney a annoncé le 1er août 2019, la fermeture de la Fox Research Library et sa fusion au 6 janvier 2020 avec les Walt Disney Archives,.
Exemples : 
- les mémos et transcriptions des réunions de travail des films
- les études sur les films comme celle réalisée en octobre 1940 pour Bambi  (1942) auprès de 70 employés avec un questionnaire comportant des espaces pour des suggestions[9].
- plus 400 esquisses préparatoires de David S. Hall pour Alice au pays des merveilles (1951) et Peter Pan (1953) jamais utilisées[10],[11].

## Disney Animation Research Library
Cette collection compte plus de 64 millions de pièces allant des premiers dessins pour les courts métrages des années 1920 aux derniers films en animation de synthèse. Situé au 1402 Flower Street à Glendale, au sein du Grand Central Creative Campus, le local de 12 000 pieds carrés (1 115 m2) possède une atmosphère contrôle de 15 °C avec un taux d'humidité de 50 %.